# China continentală
China continentală, cunoscută și sub numele de continentul chinez, este zona geopolitică și geografică sub jurisdicția directă a Republicii Populare Chineze (RPC). Cuprinde insula Hainan și, strict vorbind, exclude regiunile administrative speciale din Hong Kong și Macao, chiar dacă ambele se află parțial pe continentul geografic (teren continental).
Există doi termeni în chineză pentru „continent”:
- Dàlù (大陆; 大陸), care înseamnă „continentul” și
- Nèidì (内地; 內地), literalmente „interior” sau „pe pământ” în raport cu Hong Kong și Macao.

În RPC, utilizarea celor doi termeni strict vorbind, nu se poate schimba. Pentru a pune accentul pe „egalitate” în relațiile dintre China și Taiwan, termenul trebuie utilizat în contextele oficiale ale RPC cu referire la Taiwan, iar RPC se referă la el însuși drept „partea continentală” în raport cu „partea Taiwanului”). Dar în relațiile RPC cu Hong Kong și Macao, guvernul RPC se referă la sine ca „Guvernul popular central”.
„Zona continentală” este termenul complementar pentru „zonă liberă a Republicii Chineze” folosită în Constituția CRC.

## Legături externe
- Economic profile for mainland China at HKTDC